# Припять (река)
При́пять (бел. Прыпяць, укр. Прип’ять) — река в Беларуси (Брестская и Гомельская области) и на Украине (Волынская, Ровненская, Киевская области). Крупнейший по площади бассейна, длине и водности правый приток Днепра, впадает в Киевское водохранилище.

## География
Длина реки составляет 775 километров. Площадь водосборного бассейна — 114,3 тыс. км². Долина Припяти в верховье выражена слабо, в низовьях чётче. Высота устья — 103 м над уровнем моря. Пойма развита на всём протяжении, выделяют две надпойменные террасы. Ширина поймы в верхнем течении 2—4 км и более, в отдельные годы затапливается на несколько месяцев. В низовьях ширина поймы достигает 10—15 км. Русло в верховье канализировано; ниже — извилистое, образует меандры, старицы, много протоков (одна из них совмещена с озером Нобель); есть песчаные острова. Ширина реки в верхнем течении до 40 м, в среднем — 50—70 м, в низовьях 100 — преимущественно 250 м, при впадении в Киевское водохранилище — 4—5 км. Дно песчаное и песчано-илистое. Уклон реки 0,08 м/км.
Питание смешанное, с преобладанием снегового. Для водного режима характерно длительное весеннее половодье: с первой декады марта, максимум в середине апреля, спад затягивается на 3—3,5 месяца. Летняя кратковременная межень прерывается дождевыми паводками и почти ежегодным осенним поднятием уровня воды. На весну приходится 60—65 % годового стока, который составляет 14,5 км³, вода поднимается в верхнем течении до 2 м, в среднем — до 3,5 м, в нижнем — до 5—7 м; сопровождается обширными разливами. Средний расход воды у Мозыря 370 м³/с, в устье 460 м³/с (максимум около 6000 м³/с). Замерзает в середине декабря, вскрывается в конце марта. Цвет воды определяется преобладанием в бассейне реки торфяно-болотных почв.
Припять судоходна на 591 км от устья. По реке производится сплав леса. Также развито рыболовство (язь, лещ, карась, щука, окунь, плотва, ёрш, сазан, сом, судак, голавль), а в бассейне Припяти — прудовое рыбное хозяйство.

## Расположение
Припять берёт начало на Волынской возвышенности, между сёлами Будники и Роговые Смоляры Ковельского района. Через 204 км ниже по течению она пересекает границу Беларуси, где течёт 500 км по Полесской низменности в слабовыраженной долине; в районе Пинских болот течёт в низких заболоченных берегах, разбиваясь на рукава, в среднем течении берега песчаные, русло неустойчивое, в нижнем — в русле увеличивается число перекатов. Последние 50 километров Припять протекает снова на территории Украины и впадает в нескольких километрах южнее Чернобыля в Киевское водохранилище.
Припять соединена Днепровско-Бугским каналом с рекой Мухавец (приток Западного Буга), а Днепровско-Неманским, не действующим в настоящее время, через реку Щара — с Неманом.
В 1930-х значительная часть полесских болот была осушена в результате выпуска воды в Припять.

## Притоки
Крупнейшие: Горынь, Стоход, Стыр, Турья, Уборть, Уж, Ствига (правые); Вить, Ипа, Лань, Птичь, Случь, Цна, Бобрик, Ясельда, Пина (левые).
Самым крупным населённым пунктом, расположенным на реке Припяти, является город Мозырь, а также Пинск, стоящий при впадении Пины в Припять. Печальную известность обрели также Чернобыль и одноимённый город Припять после Чернобыльской аварии в 1986 году.
Поскольку водосборные территории реки Припяти загрязнены радионуклидами, особенно в пределах Чернобыльской зоны отчуждения, она является главным источником выноса радионуклидов в Киевское водохранилище. Учёными доказано, что вынос радионуклидов с водой реки Припяти является наибольшим в сравнении с другими путями переноса радионуклидов из зоны отчуждения.

## Фотогалерея
- Припять недалеко от Лунинца, 2008
- Припять в нижнем течении, 2008
- Припять в районе Петрикова, 2008
- Припять в районе Петрикова, 2009
- Припять в Чернобыле, 2009
- Припять в Чернобыле, 2019. Брошенные корабли
- Припять в Чернобыле, 2019